# 本町通 (横浜市)
本町通（ほんちょうどおり）は、神奈川県横浜市鶴見区の町名。字丁目として1丁目から4丁目がある。住居表示未実施区域。

## 地理
鶴見区の中央部、鶴見駅から鶴見川を挟んで南東方向に位置する。鶴見川に架かる潮見橋から伸びる本町通りに沿った
町域を持ち、北西から1～4丁目の順に設けられている。北は潮田町1丁目、東は仲通1丁目、南東は汐入町1・2丁目、南は下野谷町1～4丁目と接する。町内を縦断する本町通りは1951年に本町通商店街協同組合が設立され、アーケードの整備や電線類地中化が行われて優良商店街として県や市の表彰を受けた。1丁目に川崎信用金庫、3丁目には横浜潮見橋通郵便局がある。

### 地価
住宅地の地価は、2025年（令和7年）1月1日の公示地価によれば、本町通1丁目42番9の地点で30万円/m²となっている。

### 交通
本町通1～4丁目の4か所の停留所があり、鶴見駅前から横浜市営バスが運行されている。町内に鉄道駅はなく、1丁目の潮見橋際から京急鶴見駅・京浜東北線鶴見駅までは500mほどである。

## 歴史
元は橘樹郡潮田町の一部で、1927年4月に横浜市に編入。同年10月に区制施行により、横浜市鶴見区潮田町となる。1941年（昭和16年）4月1日に、潮田町の一部から本町通が分離新設された。1962年（昭和37年）には土地区画整理事業に伴い、仲通・汐入町との境界の変更があった。町名は仲通と同時期に名付けられ、潮田町のメインストリートの意味であると考えられている。明治後期以来の鶴見地区の京浜工業地帯とともに発展した商業・住宅地区であり、工業の盛衰と命運を共にする地区である。

## 世帯数と人口
2025年（令和7年）6月30日現在（横浜市発表）の世帯数と人口は以下の通りである。
| 丁目        | 世帯数    | 人口    |
| ----------- | --------- | ------- |
| 本町通1丁目 | 685世帯   | 1,119人 |
| 本町通2丁目 | 659世帯   | 1,171人 |
| 本町通3丁目 | 647世帯   | 1,016人 |
| 本町通4丁目 | 812世帯   | 1,237人 |
| 計          | 2,803世帯 | 4,543人 |

### 人口の変遷
国勢調査による人口の推移。
| 年                 | 人口  |
| ------------------ | ----- |
| 1995年（平成7年）  | 4,813 |
| 2000年（平成12年） | 4,658 |
| 2005年（平成17年） | 4,636 |
| 2010年（平成22年） | 4,537 |
| 2015年（平成27年） | 4,518 |
| 2020年（令和2年）  | 4,538 |

### 世帯数の変遷
国勢調査による世帯数の推移。
| 年                 | 世帯数 |
| ------------------ | ------ |
| 1995年（平成7年）  | 2,013  |
| 2000年（平成12年） | 1,996  |
| 2005年（平成17年） | 2,029  |
| 2010年（平成22年） | 2,153  |
| 2015年（平成27年） | 2,509  |
| 2020年（令和2年）  | 2,658  |

## 学区
市立小・中学校に通う場合、学区は以下の通りとなる（2024年11月時点）。
| 丁目        | 番・番地等 | 小学校               | 中学校             |
| ----------- | ---------- | -------------------- | ------------------ |
| 本町通1丁目 | 全域       | 横浜市立下野谷小学校 | 横浜市立潮田中学校 |
| 本町通2丁目 | 全域       | 横浜市立下野谷小学校 | 横浜市立潮田中学校 |
| 本町通3丁目 | 全域       | 横浜市立下野谷小学校 | 横浜市立潮田中学校 |
| 本町通4丁目 | 全域       | 横浜市立汐入小学校   | 横浜市立寛政中学校 |

## 事業所
2021年（令和3年）現在の経済センサス調査による事業所数と従業員数は以下の通りである。
| 丁目        | 事業所数  | 従業員数 |
| ----------- | --------- | -------- |
| 本町通1丁目 | 33事業所  | 307人    |
| 本町通2丁目 | 37事業所  | 166人    |
| 本町通3丁目 | 41事業所  | 318人    |
| 本町通4丁目 | 39事業所  | 216人    |
| 計          | 150事業所 | 1,007人  |

### 事業者数の変遷
経済センサスによる事業所数の推移。
| 年                 | 事業者数 |
| ------------------ | -------- |
| 2016年（平成28年） | 181      |
| 2021年（令和3年）  | 150      |

### 従業員数の変遷
経済センサスによる従業員数の推移。
| 年                 | 従業員数 |
| ------------------ | -------- |
| 2016年（平成28年） | 1,182    |
| 2021年（令和3年）  | 1,007    |

## 施設
- 横浜市潮田地区センター[22]

## その他

### 日本郵便
- 郵便番号 : 230-0048[3]（集配局：鶴見郵便局[23]）

### 警察
町内の警察の管轄区域は以下の通りである。
| 丁目        | 番・番地等 | 警察署     | 交番・駐在所 |
| ----------- | ---------- | ---------- | ------------ |
| 本町通1丁目 | 全域       | 鶴見警察署 | 本町通交番   |
| 本町通2丁目 | 全域       | 鶴見警察署 | 本町通交番   |
| 本町通3丁目 | 全域       | 鶴見警察署 | 本町通交番   |
| 本町通4丁目 | 全域       | 鶴見警察署 | 本町通交番   |